# Bogdan Obradović
Pour les articles homonymes, voir Obradović.
Bogdan Obradović, né le 30 septembre 1966 à Belgrade (Yougoslavie, actuelle Serbie), est un entraîneur de tennis serbe.
Il est capitaine de l'équipe de Serbie de Coupe Davis pendant dix ans, de 2007 à 2016, menant son pays à l'unique titre de son histoire en 2010.

## Biographie
Bogdan Obradović est pendant dix ans, de 2007 à 2016, le capitaine de la Serbie en Coupe Davis. Il y entraîne notamment le numéro 1 mondial Novak Djokovic, le numéro 8 Janko Tipsarević, le numéro 12 Viktor Troicki et le numéro 1 mondial en double Nenad Zimonjić.
En 2010, il mène l'équipe à la première finale de son histoire débutée en 1927 dans la compétition (Yougoslavie comprise, dont la Serbie est héritière), éliminant successivement les États-Unis, la Croatie et la Tchéquie. Les Serbes s'imposent 3 à 2 à domicile contre la France et remportent ainsi leur unique titre.
Toujours avec Obradović capitaine, la Serbie atteint une seconde finale en 2013, perdue cette fois face à la Tchéquie 3 à 2.
Bogdan Obradović est aussi élu député à l'Assemblée nationale serbe en 2016,.